# Phare de Point Diablo
Le phare de Point Diablo est un phare qui est situé entre le phare de Point Bonita et le phare de Lime Point, du côté nord du Pont du Golden Gate, dans le Comté de Marin (État de la Californie), aux États-Unis.
Il se trouve dans le Golden Gate National Recreation Area de la baie de San Francisco.
Ce phare est géré par la Garde côtière américaine, et les phares de l'État de Californie sont entretenus par le District 11 de la Garde côtière .

## Histoire
En 1923, le Service des phares a décidé de marquer ce danger pour la navigation, et une petite cabane blanche avec un toit rouge a été placée sur un replat à environ 24 m au-dessus de l'eau.
Maintenant une série de panneaux solaires alimente une balise moderne placée au sommet de la cabane.

## Description
La balise actuelle est posée sur un petit bâtiment d'un étage peint en blanc qui abrite la corne de brume qui émet un signal toutes les 15 secondes. Son feu isophase émet, à une hauteur focale de 26 m, un long éclat blanc toutes les 6 secondes. Sa portée nominale n'est pas connue.
Identifiant : ARLHS : USA-974 - Amirauté : G4064 - USCG : 6-4250.

## caractéristique duFeu maritime
Fréquence : 6 secondes (W)
- Lumière : 3 secondes
- Obscurité : 3 secondes

### Lien connexe
- Liste des phares de la Californie